# Ercheia alikangensis
Ercheia alikangensis är en fjärilsart som beskrevs av Embrik Strand 1919. Ercheia alikangensis ingår i släktet Ercheia och familjen nattflyn. Inga underarter finns listade i Catalogue of Life.